# ملا محمد رسول
ملا محمد رسول سیاستمدار وابسته به گروه طالبان در افغانستان است که تا سال ۲۰۰۱ والی ولایت نیمروز بود که مقر حکومتش توسط نیروهای حاجی کریم براهوی اشغال شد. وی بعداً از گروه طالبان جدا شده و گروه انشعابی شورای عالی امارت اسلامی افغانستان که یک گروه مخالف طالبان در افغانستان را تشکیل داده است. 
آقای رسول جناح های مخالف خود در گروه طالبان در جنوب‌غرب افغانستان سرکوب کرد و با کنترل قاچاق مواد مخدر از طریق ولایت نیمروز ثروت قابل توجهی به دست آورد.